# Project Silver Bug

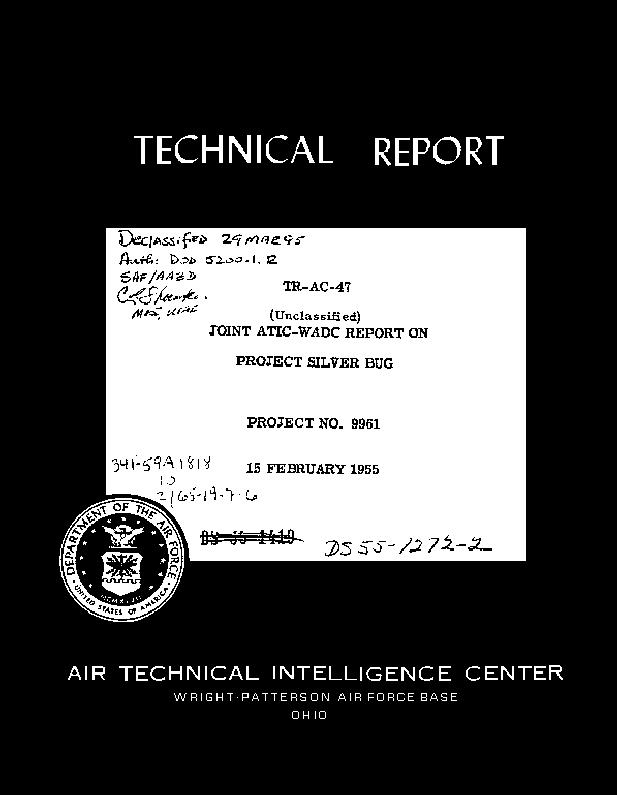
Project Silver Bug Report

Le project Silver Bug était un projet militaire dérivé de l'Avro Canada VZ-9 Avrocar entrepris par l'United States Air Force en 1953.

## Historique
Le project Silver Bug était un nom de code donné à un avion en forme d'aile lenticulaire durant les années 1950 construite par Avro Aircraft Ltd., filiale de Avro à Malton en Ontario.

## Dans les théories du complot
Certaines théories du complot liées à l'ufologie évoquent la possibilité que les États-Unis se soient approprié une hypothétique technologie allemande décrite comme "OVNI du IIIe Reich" après la Seconde Guerre mondiale, via l'opération Paperclip, le projet Silver Bug et le programme Pye Wacket.